# ستيفانو أوليفييري
ستيفانو أوليفييري (بالإيطالية: Stefano Olivieri)‏ هو لاعب كرة قدم إيطالي في مركز الدفاع، ولد في 22 يونيو 1983 في جوليانوفا في إيطاليا. لعب مع كييفو فيرونا ونادي أنكونا ونادي بيسكارا.